# Gronig
Gronig ist ein Ortsteil der Gemeinde Oberthal im Kreis St. Wendel im Saarland. Bis Ende 1973 war Gronig eine eigenständige Gemeinde.

## Geographie
Das Dorf liegt im Naturpark Saar-Hunsrück zu beiden Seiten der Landesstraße 134 am Fuße des Momberges. Der Momberg ist Teil des Hunsrückvorlandes und hat zwei Bergkuppen: eine nördliche im Pfaffenwald (499,4 Meter) und eine südliche im Dillingerwald (490,9 Meter). Er bildet mit dem Losenberg die Wasserscheide von Blies und Nahe. Im Volksmund wird er »Mommerich« genannt.

## Geschichte

### Steinzeit, Bronzezeit, Eisenzeit
Seit vorgeschichtlicher Zeit gibt es in ganz Europa und Asien Hügelgräber. Bei uns treten sie in der Jungsteinzeit auf, in der Bronzezeit dominiert diese Bestattungsform. Um 700 v. Chr. wandern aus dem Osten die Kelten ein. An Mosel und Hunsrück lassen sich die keltischen Treverer nieder. In ihrer ersten Entwicklungs-Periode (Hallstattkultur) begraben sie ihre verbrannten Toten in Urnengräbern.
Am »Wachsgut« in Gronig wurde um 1900 ein Urnengrab ausgegraben, die Fundstücke sind verloren. Am »Sandhügel« in Gronig wurde 1949 ein Urnengrab ausgegraben, die Fundstücke sind verloren.
Aus der späteisenzeitlichen La-Tène-Zeit sind erneut Grabhügel und Befestigungen geblieben. Ein bedeutendes Fürstengrab liegt circa 1 Kilometer westlich auf Theleyer Gebiet – der »Fuchshügel«. Er wurde 1835 ausgegraben. Das zweite Theleyer Fürstengrab liegt weiter südlich auf der Flur »Hinterm Weidenklöppchen«. Östlich davon liegt die Grabhügelgruppe »Freibösch«. Südlich von Gronig liegt auf dem Alsweiler Bann ebenfalls ein Grabhügel. Aus dieser Epoche stammen auch das Fürstengrab in Reinheim oder das keltische Oppidum »Hunnenring« in Otzenhausen. Auf dem Schaumberg wurde eine keltische Fliehburg nachgewiesen.
Auf dem Momberg befindet sich zu dieser Zeit eine große Fliehburg. Hier oben verschanzen sich die keltischen Bauern aus der Gegend bei Angriffen. Die Burg ist Rückzugsort und nicht dauerhaft bewohnt. Die für die Kelten typische Bauweise solcher Wälle aus Steinen, Schutt und Holz heißt »murus gallicus«. Der Wall auf dem Momberg riegelt das Hochplateau der südlichen Bergkuppe gegen Norden ab, im Süden ist das Gelände vom steil abfallenden Berghang geschützt. Die Überreste der Anlage sind noch heute gut zu sehen, der Straßenname »Zum Keltenring« erinnert daran.

### Imperium Romanum
Von 58 bis 52 v. Chr. erobert Julius Caesar Gallien und das gesamte Gebiet links des Rheins bis zur Nordsee. Die Römer gründen Militärstädte (oppida) und siedeln auf dem Boden der unterworfenen Stämme Veteranen an. Augustus organisiert Gallien 27 v. Chr. in drei Provinzen, die Siedlungen rund um den Momberg gehören nun zu »Gallia Belgica«. Aus der Hauptstadt der Treverer macht er Augusta Treverorum – das heutige Trier.
In der Kaiserzeit erlebt Europa eine bislang nicht gekannte Wirtschaftsblüte, die Provinzen entwickeln sich in Ordnung und Frieden.
Im Wareswald bei Tholey kreuzen die Heerstraßen von Divodurum Mediomatricum (Metz) nach Mogontiacum (Mainz) und von Augusta Treverorum nach Argentorate (Straßburg). Hier entstand vom 2. bis 4. Jahrhundert vermutlich aus einem Keltendorf eine für die Region bedeutende gallo-römische Siedlung (vicus) von der eine Steinstraße auch in das heutige Gronig führte. Überreste der »Alten Straße« findet man auf Groniger Gebiet zwischen Blies und Hirzbach nahe »Wachsgut«. Am »Steinhügel« nahe der Blies lag vermutlich eine Ziegelei, Mauerreste und Ziegelfunde deuten darauf hin.
Gegen Ende des 3. Jahrhunderts verfällt diese Ordnung. Wirtschaftskrisen führen zu Münzentwertung, schließlich zum Zusammenbruch des Geldhandels. Germanen dringen auf das Gebiet des römischen Reiches vor. Teils werden sie als foederati (Föderaten) angeworben oder pachten als colonates (Kolonaten) römisches Land, teils kommen sie als Eroberer. Die alten Römerstädte im Rheinland und in Gallien werden in aller Eile befestigt. Die Porta Nigra in Trier stammt aus dieser Zeit und wurde um 300 vollendet. Diokletian vierteilt das Reichsgebiet, Trier wird eine von vier Hauptstädten. 391 macht Kaiser Theodosius I. das Christentum zur Staatsreligion.
1964 wurde auf der Westseite des Momberg ein zweiter, deutlich kleinerer Wall aus spätrömischer Zeit entdeckt. Er wurde wahrscheinlich von gallorömischen Bauern gebaut, um sich vor marodierenden Heerscharen (Germanen?, Hunnen?) zu schützen. Die große keltische Anlage war zu dieser Zeit wohl verfallen. Am Vorabend der Völkerwanderung leben hier Gallorömer, die Kultur der Eroberer ist mit der der Ureinwohner verschmolzen. Der Name "Gronig" geht auf das galloromanische *Cronacum oder *Croniacum zurück und ist ein Kollektivsuffix, vergleichbar dem heutigen deutschen "-heim" oder "-ingen" am Ortsnamensende. Das Kollektivsuffix selber wird zum Personennamen "Cronius" angenommen. Eine immer wieder gehörte Behauptung, "Gronig" sei ein keltischer Name ist abwegig und lässt sich wissenschaftlich weder belegen noch vertreten.

### Reich der Franken
Die gallorömischen Siedlungen gehen in der Völkerwanderung unter. Straßen und Gebäude verfallen. In der Merowingerzeit nehmen die Franken hier Land. Die Gegend fällt durch die Teilung des letzten Karolinger-Reiches 855 zum »Lotharingien« genannten Mittelreich und gehört bis 1766 ununterbrochen zum »Heiligen römischen Reich Deutscher Nation«

### Mittelalter
Die abendländische Geschichte unserer Gegend beginnt mit der Gründung der Abtei Tholey. Von hier aus wurde die Region verwaltet und regiert. Zum ersten Mal wird Gronig 1263 in einer Urkunde erwähnt: »Der Ritter Wilhelm, genannt Hudestoch von Schauenburg gibt der Abtei Tholey die Güter in Gronig und Osenbach zurück, die er von der Abtei zu Lehen hatte«.
Schutzpatron der Pfarrei Gronig ist Donatus von Münstereifel.

### 19. Jahrhundert
Gronig war bis 1814 dem Kanton Tholey zugeordnet, im Département Moselle.

### 20. Jahrhundert
Im Rahmen der saarländischen Gebiets- und Verwaltungsreform wurde die bis dahin eigenständige Gemeinde Gronig am 1. Januar 1974 der Gemeinde Oberthal zugeordnet.

## 750 Jahre Gronig
2013 beging Gronig vom 23. bis 25. August die 750-Jahr-Feier des Ortes, der erstmals 1263 schriftlich erwähnt worden war. Bei diesem Fest, zu dem auch die saarländische Ministerpräsidentin Annegret Kramp-Karrenbauer kam, wurde gleichzeitig auch 30 Jahre HFC Mombergteufel und 50 Jahre Pfarrkirche St. Donatus gefeiert.